# Boletus edulis f. betulicola
Ne doit pas être confondu avec Bolet rude.
Pour les articles homonymes, voir Cèpe des bouleaux.
Forme

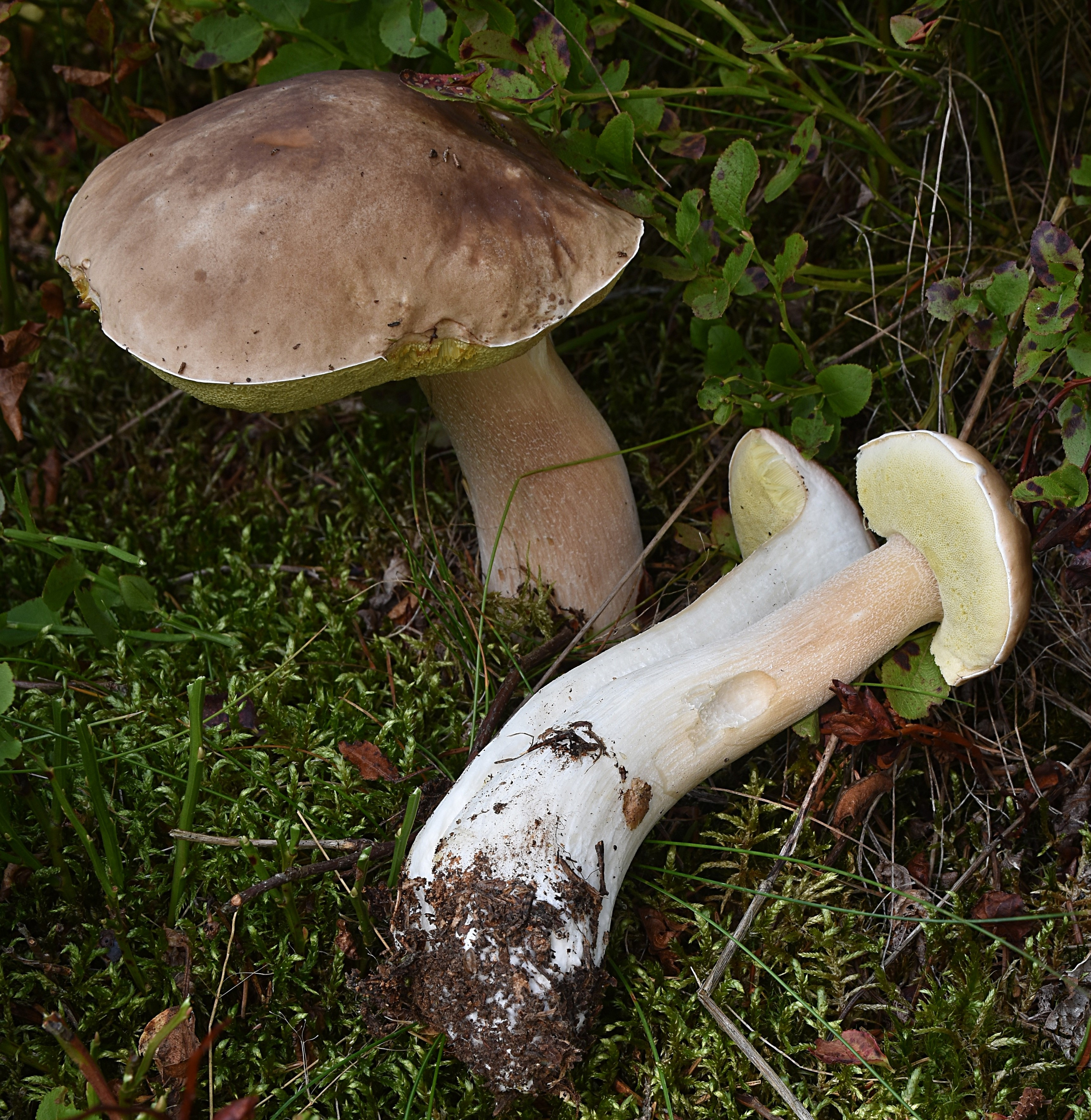
Boletus edulis f. betulicola

Boletus edulis f. betulicola, auparavant Boletus betulicola, le Cèpe des bouleaux, est la forme rarissime à chapeau gris-beige strictement liée aux bouleaux du Cèpe de Bordeaux (Boletus edulis) appartenant au genre Boletus dans la famille des Boletaceae. Érigée auparavant en tant qu'espèce indépendante, cette forme rarissime se distingue du B. edulis type par son chapeau gris à grisâtre beige, son réseau limité au haut du stipe et son association stricte aux bouleaux.

## Taxonomie
Le nom correct complet (avec auteur) de ce taxon est Boletus edulis f. betulicola Vassilkov.

### Synonymes
Boletus edulis f. betulicola a pour synonymes :
- Boletus edulis var. betulicola Vassilkov (1948) (nom. inval.)
- Boletus betulicola (Vassilkov) Pilát & Dermek (1974)
- Boletus edulis subsp.* betulicola (Vassilkov) Hlavácek (1994)

### Phylogénie
Le Cèpe des bouleaux était d'abord considéré comme une espèce indépendante sous le nom de Boletus betulicola, avant que les analyses génétiques ne révèlent sa conspécificité avec Boletus edulis, ce qui a eu pour conséquence de le faire basculer au rang de forme de ce dernier.

### Étymologie
L'épithète spécifique betulicola fait réfèrence aux mycorhizes que Boletus edulis f. betulicola effectue strictement avec les bouleaux.

### Nom vernaculaire
Cette forme a reçu le nom vernaculaire de "Cèpe des bouleaux". Cependant, le nom de "Cèpe des bouleaux" est souvent utilisé abusivement par certains cueilleurs pour designer les espèces du genre Leccinum, qui sont également typiquement inféodées aux bouleaux, mais qui ne sont pas des Cèpes, ce sont en l'occurrence des Bolets rudes.
Boletus edulis f. betulicola ici est une forme rarissime du Cèpe de Bordeaux, qui serait la seule à éventuellement avoir le droit d'obtenir cette appellation de "Cèpe des bouleaux". Néanmoins, Boletus edulis f. betulicola a obtenu ce nom lorsqu'il était encore considéré comme une espèce indépendante (Boletus betulicola), son nom vernaculaire reste donc maintenant assez anecdotique. Cela sans compter le fait que certains cueilleurs nomment également parfois "Cèpe des bouleaux" tout Cèpe ayant poussé apparemment sous bouleaux, même si ce dernier ne correspond pas à la morphologie de Boletus edulis f. betulicola, dont le taxon, sa signification exacte et même son existence restent encore très obscurs par rapport à son nom vernaculaire utilisé plus populairement et quasiment tout le temps de façon abusive. Un Cèpe de Bordeaux poussant sous bouleaux n'est pas forcément Boletus edulis f. betulicola.
Pour les articles homonymes, voir Cèpe des bouleaux.

## Description du sporophore
Les bolets sont des champignons dont l’hyménophore, constitué de tubes et terminés par des pores, se sépare facilement de la chair du chapeau. Ce chapeau d'abord rond, recouvert d'une cuticule, devient convexe à mesure qu’il vieillit. Ils ont un pied (stipe) central assez épais et une chair compacte. Les caractéristiques morphologiques de Boletus edulis f. betulicola, le Cèpe des bouleaux, sont les suivantes :
Son chapeau mesure de 10 à 15 cm de diamètre. Il est pâle, le plus souvent unicolore, blanc gris, café au lait, beige, ochracé terne, mais toujours unicolore; revêtement plutôt lisse.
L'hyménophore présente des tubes et pores devenant jaunâtre sale, jaune verdâtre.
Son stipe mesure de 5 à 12 cm de haut pour une épaisseur de 2 à 4 cm. Il est blanchâtre, orné d'un réseau peu développé souvent limité vers le haut.
La chair est blanche, immuable parfois avec un peu de rougeâtre vers les tubes sur le tard ou vers le haut du stipe. Sa saveur et son odeur sont identiques au Cèpe de Bordeaux.

### Caractéristiques microscopiques
Ses spores mesurent 13 à 16 μm x 4 à 5,5 μm.

## Habitat et distribution
Boletus edulis f. betulicola présente de fortes tendances montagnardes où il pousse de la fin de l'été au début de l'automne. Il est strictement inféodé aux bouleaux (Betula). Il est présent Russie asiatique et en Europe en Russie, dans les pays scandinaves et baltes et en Pologne. Rare en France, il a été récolté en Ille-et-Vilaine et dans le Morbihan.

## Comestibilité
Étant de facto un Cèpe de Bordeaux, le Cèpe des bouleaux est au même titre un bon comestible. Cependant, sa grande rareté devrait inciter à ne pas le consommer.

## Confusions possibles
Ses teintes pourraient rappeler une autre forme du Cèpe de Bordeaux ; le Cèpe blanc (Boletus edulis var. albus). Néanmoins, le chapeau de Boletus edulis f. betulicola est plutôt beige grisâtre et non pas entièrement blanc.
Il peut aussi rappeler Boletus reticulatus ou un Boletus edulis pâle.